# Blue Gangsta
«Blue Gangsta» (en español: "Gánster Deprimido") es una canción del cantante y artista estadounidense Michael Jackson. La canción es la séptima pista del segundo álbum póstumo de Jackson, Xscape. La canción fue escrita, compuesta y producida originalmente por Jackson con música adicional de Dr. Freeze durante las sesiones de grabación del álbum Invincible en 1998-1999, y fue reelaborada por Timbaland y Jerome "J-Roc" Harmon durante las sesiones de grabación de Xscape en 2013-2014.

## Antecedentes y filtración
La canción se grabó originalmente entre 1998 y 1999 para el álbum Invincible, pero no logró llegar al setlist final.  Dr. Freeze modificó la canción sin cambiar la música original para adaptarla a los clubes nocturnos, pero esta versión no apareció en el álbum Xscape.  A finales de 2010, un año después del fallecimiento de Jackson, la versión completa de "Blue Gangsta" se filtró en Internet. La versión original de "Blue Gangsta" incluida en Xscape es una versión anterior; El ingeniero Michael Prince sintió que la decisión de incluir esta versión no se alineaba con la visión de Jackson para la canción. 
Abriendo con un arreglo de cuerdas similar a una banda sonora de película y el estribillo urgente: "What cha gonna do/You ain't no friend of mine/Look what you put me through/Now that I'm the blue gangsta," (en español: "¿Qué vas a hacer? Ya no eres amigo mío. Mira por lo que me hiciste pasar. Ahora que soy el gángster azul", La melodía producida por Timbaland presenta un ritmo sobrio y ágil y Jackson cantando sobre el coro de Michael multiplicado en varias pistas.  El artista tributo e imitador brasileño Rodrigo Teaser reveló en un podcast que LaVelle Smith Jr. (amigo personal, coreógrafo y bailarín de Jackson desde hace mucho tiempo), que había trabajado con Teaser, le dijo que la canción sería la última parte de una canción con temática de gánsteres. trilogía que se presentará en presentaciones en vivo; siendo las dos partes anteriores «Smooth Criminal» y «Dangerous». 

## Publicación
La canción fue lanzada en MTV el 8 de mayo de 2014. 

## Video musical
El vídeo musical fue publicado el 14 de mayo de 2014 en el canal oficial YouTube de Jackson. Inspirándose en el cortometraje del vídeo corto de Jackson para "Smooth Criminal", los bailarines de Michael Jackson: The Immortal World Tour celebraron el lanzamiento de Xscape con un vídeo musical coreografiado para este sencillo. Se utilizó una edición abreviada de la versión filtrada de 2010 para celebrar la versión original de esta canción. 

## Recepción crítica
Jon Blistein de Rolling Stone dijo que "el desgarrador y contundente 'Blue Gangsta' presenta una interpretación vocal ardiente de Jackson, así como una producción actualizada de Timbaland, quien le da a la pista su característico giro futurista, completo con cajas snap-back. espeluznantes sintetizadores de gama baja, trompas a todo volumen y cuerdas llamativas". 
Gil Kaufman de MTV dijo que "Si 'Thriller' te dio escalofríos, espera hasta tener un disparo de 'Blue Gangsta' de Michael Jackson. La canción, que ahora está disponible exclusivamente en michaeljackson.mtv.com, aparecerá en el próximo álbum póstumo del Rey del Pop, Xscape, es un clásico de la magia pop cinematográfica de MJ".[cita requerida]